# Mine Øjne De Skal Se
"Mine Øjne De Skal Se" er en dansk sang skrevet af Anne Linnet til den danske sangerinde Lis Sørensen. 

## Musikere
På sangen synger Hanne Boel og Sanne Salomonsen kor, mens Frank Stangerup spiller keyboard, George Olesen på El-bas, Aske Jacoby på elguitar, Jan Sivertsen på trommer, og Kent Hansen på percussion.

## Hitlister
| Hitlister (1989)            | Højeste placering |
| --------------------------- | ----------------- |
| Sverige (Sverigetopplistan) | 2                 |